# منتخب لاتفيا لهوكي الجليد
منتخب لاتفيا الوطني لهوكي الجليد هو منتخب وطني يمثل لاتفيا في منافسات هوكي الجليد الدولية، بدأ منافساته في سنة 1932، نافس في بطولة العالم لهوكي الجليد 25 مرة، ونافس في الألعاب الأولمبية الشتوية 5 مرات، يحتل حالياً التصنيف الحادي عشر على العالم.